# Innocenzo Massimo
Innocenzo Massimo (Roma, 16 novembre 1581 – Catania, 21 agosto 1633) è stato un vescovo cattolico e diplomatico italiano.

## Biografia
Quartogenito della omonima famiglia romana, ramo di Aracoeli, fu avviato alla carriera ecclesiastica. Nel 1601 si iscrisse all'Università di Perugia, dove strinse amicizia con Scipione Caffarelli-Borghese, futuro cardinal nipote di papa Paolo V, e si laureò in utroque iure nel 1605. Lo stesso anno iniziò la carriera nella Curia romana divenendo referendario del Supremo Tribunale della Segnatura Apostolica.
Il 20 maggio 1613 fu nominato vescovo di Bertinoro e poco dopo iniziò la sua attività diplomatica. Dapprima fu inviato straordinario in Lombardia per il problema del Ducato del Monferrato conteso fra Savoia e Gonzaga (1615), nel 1621 fu nominato nunzio presso il granduca di Toscana Cosimo II de' Medici e nel 1622 fu nominato nunzio in Spagna con l'incarico di seguire il progetto di matrimonio tra Maria d'Asburgo, sorella di Filippo IV di Spagna, e il principe di Galles, il futuro Carlo I d'Inghilterra e Scozia. Tale iniziativa, tuttavia, non fu coronata da successo. La morte di papa Gregorio XV segnò la fine delle sue fortune: nel 1623 papa Urbano VIII lo richiamò a Roma, tuttavia l'anno successivo lo nominò vescovo di Catania, sede nella quale giunse nel 1625.
La politica del vescovo Massimo a Catania fu quella di rafforzare il potere episcopale cercando di riprendere le prerogative della diocesi che col tempo erano state assorbite dal potere civile. In occasione di una visita vescovile a Castrogiovanni, l'odierna Enna, si ebbe una rivolta urbana che costrinse il vescovo ad abbandonare precipitosamente la città a rischio della vita. Massimo mise Castrogiovanni sotto interdetto (27 agosto 1627). L'anno dopo, tuttavia, i nobili siciliani entrarono nuovamente in contrasto col vescovo; la corte pontificia invio in missione a Catania, come delegato apostolico, il vescovo di Martorano Luca Cellesi; ma alla morte del vescovo Massimo il giudizio delle autorità ecclesiastiche su di lui non era stato ancora concluso.

## Genealogia episcopale
La genealogia episcopale è:
- Cardinale Tolomeo Gallio
- Arcivescovo Gaspare Visconti
- Vescovo Giovanni Fontana
- Arcivescovo Alfonso Paleotti
- Cardinale Orazio Spinola
- Vescovo Innocenzo Massimi